# 下和田翔平
下和田 翔平（しもわだ　しょうへい、1990年10月25日 - ）は、広島県出身の日本の柔道家である。階級は100kg級。身長192cm。血液型O型。段位は四段。組み手は右組み。得意技は大外刈。2021年3月まで京葉ガスに所属していた。。

## 経歴
柔道は7歳の時に八本松柔道教室で始めた。西条中学から崇徳高校に進むと、3年の時にはインターハイの100kg級で修徳高校3年の岩尾敬太に有効で敗れるも3位となった。なお、高校の1年先輩には後に無差別で世界チャンピオンになる上川大樹がいた。2009年に日本体育大学へ進学すると、優勝大会では1年から4年連続で5位にとどまった。体重別団体では1年から3年連続で5位だったものの、4年の時には3位となった。学生体重別の90kg級では2年と3年の時に3位、4年の時には優勝を飾った。さらに講道館杯では決勝で全日本チャンピオンである千葉県警の加藤博剛に小外刈で敗れて2位だった。グランドスラム・東京では準決勝でロンドンオリンピック銅メダリストである新日鐵住金の西山将士に技ありで敗れるも3位になった。2013年のヨーロッパオープン・ブダペストでは国際大会初優勝を飾った。その後、京葉ガスに入社すると、アジア選手権では決勝で韓国の郭同韓を指導3で破り優勝した。選抜体重別では初戦で西山将士を指導3で破るなどして3位になった。ワールドマスターズとグランドスラム・東京では5位にとどまった。2014年には選抜体重別とグランプリ・ウランバートルで3位になった。その後階級を100kg級に上げると、2015年の実業個人選手権では決勝で綜合警備保障の熊代佑輔に背負投で敗れて2位だった。講道館杯では決勝で東海大学2年のウルフ・アロンと対戦すると、有効2つを先取しながら終盤に内股で逆転負けを喫して2位だった。2016年の選抜体重別では決勝でウルフに指導2で敗れて2位だった。グランドスラム・東京では準々決勝でフランスのシリル・マレに指導2で敗れるが、その後の敗者復活戦を勝ち上がって3位になった。2017年の講道館杯では決勝で国士舘大学1年の飯田健太郎に技ありで敗れて2位だった。グランドスラム・東京では3回戦で敗れた。2018年の体重別では準決勝で新日鉄住金の西山大希に技ありで敗れて3位だった。2019年4月の全日本選手権では2回戦で旭化成の垣田恭兵に小外掛で敗れた。2021年3月で京葉ガスを退職し、現在は都内の中高一貫校で教師をしている。

## 戦績
- 2008年 -　インターハイ　3位(100kg級)
- 2009年 -　優勝大会　5位
- 2012年 -　体重別団体　5位
- 2010年 -　優勝大会　5位

90kg級での戦績
- 2010年 -　学生体重別　3位
- 2010年 -　体重別団体
- 2011年 -　優勝大会　5位
- 2011年 -　学生体重別　3位
- 2011年 -　体重別団体　5位
- 2012年 -　優勝大会　5位
- 2012年 -　学生体重別　優勝
- 2012年 -　体重別団体　3位
- 2012年 -　講道館杯　2位
- 2012年 -　グランドスラム・東京　3位
- 2013年　- ヨーロッパオープン・ブダペスト　優勝
- 2013年 -　アジア選手権　優勝
- 2013年 -　選抜体重別　3位
- 2013年 -　ワールドマスターズ　5位
- 2013年 -　グランドスラム・東京　5位
- 2014年　- 選抜体重別　3位
- 2014年 -　グランプリ・ウランバートル　3位

100kg級での戦績
- 2015年 -　実業個人選手権　2位
- 2015年 -　講道館杯　2位
- 2016年 -　選抜体重別　2位
- 2016年 - 国体成年男子の部　3位
- 2016年 -　講道館杯　3位
- 2016年 -　グランドスラム・東京　3位
- 2017年　- 選抜体重別　3位
- 2017年 -　講道館杯　2位
- 2018年　- 選抜体重別　3位
- 2018年 - 国体成年男子の部　優勝
- 2019年 - 実業個人選手権　3位
- 2019年 -　国体成年男子の部　2位

(出典、JudoInside.com)。